# غودنسبرغ
غودنزبرغ (بالألمانية: Gudensberg) هي بلدة، مدينة و بلدة ألمانية تقع في ألمانيا في Schwalm-Eder-Kreis. يقدر عدد سكانها بـ 9,112 نسمة .

## المدن التوأمة
مدن Jelcz-Laskowice و ديسن باي جنغ توتبوركر هي مدن توأمة لـغودنزبرغ.

## أعلام
- هوغو برونر